# National Theatre (Washington, D.C.)
National Theatre är en teater i Washington, D.C. i USA. Teatern grundades år 1835, och anses vara stadens första egentliga teater. Det är ingen formell nationalscen, men har i praktiken fungerat som den teater amerikanska presidenter har frekventerat sedan Andrew Jackson. 